# Lonchorhina aurita
Lonchorhina aurita (Tomes, 1863) è un Pipistrello della famiglia dei Fillostomidi diffuso nell'America centrale e meridionale.

## Descrizione

### Dimensioni
Pipistrello di medie dimensioni, con la lunghezza della testa e del corpo tra 53 e 69 mm, la lunghezza dell'avambraccio tra 49 e 54 mm, la lunghezza della coda tra 49 e 56 mm, la lunghezza del piede tra 13 e 17 mm, la lunghezza delle orecchie tra 28 e 35 mm e un peso fino a 15 g.

### Aspetto
La pelliccia è lunga. Le parti dorsali variano dal marrone scuro al bruno-rossastro. Il muso è corto, con una foglia nasale molto lunga, lanceolata, attraversata da una cresta longitudinale e con due fosse alla base che circondano le narici, circondate da escrescenze carnose. Sul labbro inferiore è presente un cuscinetto carnoso liscio e triangolare, mentre quello superiore è ricoperto di piccole verruche. Le orecchie sono molto grandi, larghe ed appuntite, con il margine anteriore che si curva alla base per unirsi a quello dell'altro orecchio sopra il muso. Un lobo carnoso è posizionato all'apertura del canale uditivo ed è in grado di chiuderlo completamente. Il trago è lungo circa la metà del padiglione auricolare, è appuntito e con due incavi alla base del margine posteriore. Le ali sono attaccate posteriormente sulla caviglia. La coda è lunga ed inclusa completamente nell'ampio uropatagio. Il calcar è lungo circa quanto il piede. Gli arti inferiori sono allungati. Il cariotipo è 2n=32 FNa=60.

## Biologia

### Comportamento
Si rifugia nelle grotte e in tunnel minerari in gruppi da 12 a 500 individui. L'attività predatoria inizia ben dopo il tramonto nella notte profonda. È un agile volatore e può fermarsi e stazionare in aria per sfuggire alle trappole a rete.

### Alimentazione
Si nutre probabilmente di insetti raccolti sulla vegetazione, sebbene esemplari in cattività siano stati nutriti anche con frutta.

### Riproduzione
Femmine gravide sono state osservate da febbraio ad aprile e le nascite sono sincronizzate con l'avvento della stagione delle piogge.

## Distribuzione e habitat
Questa specie è diffusa nell'America centrale dagli stati messicani meridionali di Oaxaca, Tabasco, Chiapas e Quintana Roo, attraverso il Guatemala, Belize, Honduras, El Salvador, Nicaragua, Costa Rica, Panama fino alla Colombia, Venezuela, Ecuador, Perù settentrionale ed orientale, Bolivia settentrionale e Brasile occidentale, centrale e centro-orientale. È presente anche sull'isola di Trinidad e un individuo è stato catturato presso Nassau, sulle isole Bahamas.
Vive nelle foreste sempreverdi e mature fino a 1.500 metri di altitudine. Talvolta è presente in foreste decidue e zone agricole.

## Conservazione
La IUCN Red List, considerato il vasto areale, classifica L.aurita come specie a rischio minimo (Least Concern)).